# Indonesian Atheists
Indonesian Atheists (IA) est une communauté qui regroupe les athées, agnostiques, et plus généralement les non-croyants vivant en Indonésie,. La communauté incite à l'expression des points de vue non-théistes en Indonésie,. Elle a été fondée par Karl Karnadi,, en octobre 2008.
Bien que l'action de l'association soit principalement réalisée par le biais d'Internet,,,, plusieurs réunions publiques se sont déjà tenues à Jakarta et dans d'autres villes, à son initiative.  
Les Indonesian Atheists sont membres de l'Alliance internationale athée.